# Штыгель, Андрей Викторович
Андрей Викторович Штыгель (бел. Андрэй Віктаравіч Штыгель; род. 22 июня 1994, Гродно) — белорусский футболист, полузащитник.
Учился на факультете физической культуры Гродненского государственного университета.

## Биография
Воспитанник гродненской СДЮШОР-6. Первые тренеры — Олег Иванович Севостьяник и Роман Юрьевич Пивень.
В 2010 году стал игроком дублирующего состава гродненского «Немана». В 2012 году перешёл в минское «Динамо», где играл за дубль и фарм-клуб «Динамо-2» во Второй лиге Беларуси. Вместе с дублем становился бронзовым призёром и чемпионом Беларуси (2014 год). В марте 2015 года вернулся в «Неман». Дебют в чемпионате Беларуси состоялся 18 апреля 2015 года в матче против «Гомеля» (0:0). Закрепиться в элитном дивизионе не смог, за полгода лишь три раза вышел на замену в основной команде, преимущественно играл за дубль. В августе 2015 года Штыгель был отдан в полугодичную аренду «Лиде», где стал игроком основы.
По окончании сезона 2015 вернулся в Гродно, однако в феврале 2016 года покинул «Неман». Накануне старта сезона 2016 года полузащитник подписал полноценный контракт с «Лидой». Спустя год перешёл в «Нафтан». В январе 2018 года стал игроком «Гомеля», где отыграл год и вернулся в «Нафтан».
В январе 2020 года Белорусская федерация футбола дисквалифицировала Штыгеля на один год за участие в договорных матчах. Отбыв год наказания, прибыл на просмотр в «Сморгонь», вышедшую в высший дивизион Беларуси, с которой в итоге подписал контракт. В декабре 2021 года за повторную попытку манипуляции  результатами футбольных матчей получил пожизненную дисквалификацию.